# Hong Hyun-seok
Hong Hyun-seok (coreano: 홍현석; Seúl, 16 de junio de 1999) es un futbolista surcoreano que juega como centrocampista en el F. C. Nantes de la Ligue 1.

## Trayectoria
En enero de 2018 pasó del equipo juvenil del Ulsan Hyundai F. C. al SpVgg Unterhaching. Debutó como profesional con el Unterhaching en la 3. Liga el 27 de febrero de 2019, entrando como suplente de Lucas Hufnagel en el minuto 84 contra el VfR Aalen, acabando el partido con derrota visitante por 1-4.
Tras una cesión al FC Pasching, jugó una temporada en la Bundesliga austríaca con el LASK antes de fichar por el K. A. A. Gante de la Primera División de Bélgica en agosto de 2022 a raíz de la lesión del ligamento cruzado anterior sufrida por el delantero de los Búfalos Tarik Tissoudali, convirtiéndose en el primer coreano en jugar en el club.
Al trasladarse a Bélgica, fue incorporado inmediatamente al primer equipo del Gante, donde marcó un espectacular gol de cabeza a los 28 minutos de su debut a domicilio contra el KV Oostende el 12 de agosto de 2022, que el Gante ganó por 3-1.

## Selección nacional
Fue incluido en la selección de Corea del Sur para el torneo de fútbol masculino de los Juegos Olímpicos de la Juventud de Nankín 2014. Fue titular en los cuatro partidos, y Corea del Sur alcanzó el partido por la medalla de oro antes de perder por 1-2 ante Perú, por lo que obtuvo la medalla de plata como subcampeona.
En 2016 disputó cinco partidos con la selección sub-17 de Corea del Sur.

## Estadísticas

### Clubes
Actualizado al último partido disputado el 3 de noviembre de 2024.
| Club                          | Div.          | Temporada     | Liga  | Liga  | Liga   | Copas nacionales | Copas nacionales | Copas nacionales | Copas internacionales | Copas internacionales | Copas internacionales | Total | Total | Total  |
| Club                          | Div.          | Temporada     | Part. | Goles | Asist. | Part.            | Goles            | Asist.           | Part.                 | Goles                 | Asist.                | Part. | Goles | Asist. |
| ----------------------------- | ------------- | ------------- | ----- | ----- | ------ | ---------------- | ---------------- | ---------------- | --------------------- | --------------------- | --------------------- | ----- | ----- | ------ |
| SpVgg Unterhaching · Alemania | 3.ª           | 2018-19       | 7     | 0     | 0      | 0                | 0                | 0                | —                     | —                     | —                     | 7     | 0     | 0      |
| SpVgg Unterhaching · Alemania | Total club    | Total club    | 7     | 0     | 0      | 0                | 0                | 0                | 0                     | 0                     | 0                     | 7     | 0     | 0      |
| F. C. Pasching · Austria      | 2.ª           | 2019-20       | 28    | 0     | 4      | 2                | 0                | 0                | —                     | —                     | —                     | 30    | 0     | 4      |
| F. C. Pasching · Austria      | 2.ª           | 2020-21       | 24    | 2     | 3      | 0                | 0                | 0                | —                     | —                     | —                     | 24    | 2     | 3      |
| F. C. Pasching · Austria      | Total club    | Total club    | 52    | 2     | 7      | 2                | 0                | 0                | 0                     | 0                     | 0                     | 54    | 2     | 7      |
| LASK · Austria                | 1.ª           | 2021-22       | 24    | 0     | 4      | 4                | 0                | 0                | 12                    | 1                     | 2                     | 40    | 1     | 6      |
| LASK · Austria                | 1.ª           | 2022-23       | 3     | 0     | 1      | 1                | 0                | 0                | —                     | —                     | —                     | 4     | 0     | 1      |
| LASK · Austria                | Total club    | Total club    | 27    | 0     | 5      | 5                | 0                | 0                | 12                    | 1                     | 2                     | 44    | 1     | 7      |
| K. A. A. Gante · Bélgica      | 1.ª           | 2022-23       | 37    | 6     | 5      | 3                | 2                | 0                | 14                    | 1                     | 3                     | 54    | 9     | 8      |
| K. A. A. Gante · Bélgica      | 1.ª           | 2023-24       | 30    | 5     | 5      | 2                | 1                | 0                | 11                    | 1                     | 2                     | 43    | 7     | 7      |
| K. A. A. Gante · Bélgica      | 1.ª           | 2024-25       | 3     | 0     | 0      | —                | —                | —                | 4                     | 2                     | 1                     | 7     | 2     | 1      |
| K. A. A. Gante · Bélgica      | Total club    | Total club    | 70    | 11    | 10     | 5                | 3                | 0                | 29                    | 4                     | 6                     | 104   | 18    | 16     |
| 1. FSV Mainz 05 · Alemania    | 1.ª           | 2024-25       | 7     | 0     | 1      | 0                | 0                | 0                | —                     | —                     | —                     | 7     | 0     | 1      |
| 1. FSV Mainz 05 · Alemania    | Total club    | Total club    | 7     | 0     | 1      | 0                | 0                | 0                | 0                     | 0                     | 0                     | 7     | 0     | 1      |
| Total carrera                 | Total carrera | Total carrera | 163   | 13    | 23     | 12               | 3                | 0                | 41                    | 5                     | 8                     | 216   | 21    | 31     |